# Edward Atterton
Edward Atterton, angleški igralec in poslovnež * 24. januar 1962 Tamworth, Staffordshire, Anglija. 

## Biografija
Atterton se je rodil leta 1962. Obiskoval je šolo Rugby School in nato Eton College. Na Trinity College v Cambridgeu je bral Socialno antropologijo (B.A. 1984, M.A. 1988). Po dveh letih življenja na Japonskem se je vrnil v Veliko Britanijo in se vpisal na Centralno šolo govora in drame.
Attertonova prva televizijska vloga je bila v epizodi ITV-jeve oddaje Agatha Christie's Poirot leta 1993. Istega leta je igral v ponavljajoči se vlogi doktorja Alexa Taylorja v dramski seriji ITV Medics.  Potem ko je nekaj let nadaljeval v različnih britanskih televizijskih produkcijah, je Atterton začel delati v Združenih državah Amerike.
Leta 1997 se je Atterton začel družiti z igralko Salmo Hayek in se preselil v Los Angeles, da bi ji bil bližje. Par se je razšel leta 2000. Poročen je s Kelly Atterton, urednico West Coast za revijo Allure. Skupaj imata hčerko Piper, rojeno 23. decembra 2004, in sina Rexa, rojenega 18. oktobra 2008. Atterton ima črni pas v karateju. 
Leta 1998 je Atterton igral v filmu The Man in Iron Mask, igral pa je tudi v kratkotrajni vohunski seriji WB Three in v filmu Britannic, leta 2000. Pozneje je imel nastope v več kultnih znanstveno-fantastičnih produkcijah, vključno z Alias, Firefly in Charmed.
Atterton je leta 2003 igral v filmu Duncan Idaho v priredbi kanala Sci-Fi kanala Frank Herbert's Children of Dune (2003). Njegov zadnji televizijski nastop do danes je bil v epizodi dramske serije  Lifetime Channel's drama series Wild Card  leta 2005.  Atterton je igral tudi prodajalca sira v filmu Pie in the Sky. (2. serija, Epizoda 3). 
Leta 2005 je Atterton zapustil vlogo glavnega direktorja losangeleške podružnice Jigsaw London, katerega soustanovitelj je John Robinson, mož njegove sestre Belle Atterton. 

## Filmografija
| Leto | Film                                                  | Vloga                    | Drugo |
| ---- | ----------------------------------------------------- | ------------------------ | ----- |
| 1994 | Sharpe's Honour                                       | Kapitan Peter D'Alembord |       |
| 1996 | Far Harbor                                            | Frick                    |       |
| 1997 | 7 Grb                                                 | Gringoire                |       |
| 1998 | Človek v železni maski                                | Lt. Andre                |       |
| 1998 | Three                                                 | Jonathan Vance           |       |
| 1999 | Ichigensan                                            | Me (Boku)                |       |
| 2000 | Britannic                                             | Chaplain Reynolds        |       |
| 2001 | Megle Avalona                                         | Kralj Arthur             |       |
| 2001 | Alias                                                 | Dr. Daniel 'Danny' Hecht |       |
| 2001 | Hans Christian Andersen: Moje življenje kot pravljica | Princ Christian          |       |
| 2002 | Firefly                                               | Atherton Wing            |       |
| 2003 | Otroci Dune Franka Herberta                           | Duncan Idaho             |       |
| 2003 | Očaran                                                | Mordaunt                 |       |
| 2003 | Carolina                                              | Heath Pierson            |       |